# Гурфан
Гурван ((валл. Gwrfan, лат. Curbanus), также известный в Книге Лландафа под именами Гуруан, Горуан и Гуоруан; живший в  VI веке) — являлся Епископом Гвента или Эргинга.
Упоминается в Книге Лландафа как ученик Дубриция, как клерикальный свидетель хартий времен Дубриция и короля Пейбио.
Человек по имени Гуруан также упоминается в Книге Лландафа, как отправившийся из Пенихена в Эвиас, к святому Клидогу, со своим братом Ллибио и племянником Кинфуром.